# ساندر سيفيندسن
ساندر سيفيندسن (بالنرويجية البوكمول: Sander Svendsen)‏ (6 أغسطس 1997 بمولده في النرويج - ) هو لاعب كرة قدم نرويجي في مركز الهجوم. شارك مع Norway national under-15 association football team ‏ ومنتخب النرويج تحت 16 سنة لكرة القدم ومنتخب النرويج تحت 17 سنة لكرة القدم ومنتخب النرويج تحت 18 سنة لكرة القدم ومنتخب النرويج تحت 19 سنة لكرة القدم ومنتخب النرويج تحت 21 سنة لكرة القدم. أما مع النوادي، فقد لعب مع نادي مولده.

## وصلات خارجية
- ساندر سيفيندسن على موقع الاتحاد الأوربي (الإنجليزية)
- ساندر سيفيندسن على موقع اتحاد النرويج (النرويجية)
- ساندر سيفيندسن على موقع قاعدة بيانات كرة القدم.إي يو (الإنجليزية)
- ساندر سيفيندسن على موقع Soccerbase.com (لاعب) (الإنجليزية)
- ساندر سيفيندسن على موقع Soccerway.com (الإنجليزية)
- ساندر سيفيندسن على موقع عالم كرة القدم.نت (الإنجليزية)
- ساندر سيفيندسن على موقع AS.com (الإسبانية)